# カール・グラーフ・ヴァスケス＝ピーノス・フォン・レーヴェンタール
カール・グラーフ・ヴァスケス・ピーノス・フォン　レーヴェンタール(独：Carl Graf Vasquez-Pinas von Löwenthal、1798年1月12日 - 1861年7月25日）は、オーストリア帝国の官僚で地図製作者。生まれはチェコのクラッタウ。

## 人物
ヴァスケスはスペインの貴族ヴァスケス・デ・ピーノスの後裔。1815年に軍を退役した後、1822年からニーダーオーストリア州庁にて不動産関係の税務官吏として働きリトグラフ画家のアントン・ツイグラーと知り合う。1830年よりツイグラーと共同で自費にてウィーン市、ウィーン市近郊のウィーン市警察管轄地区の詳細地図をシリーズで発行する。1846年より地図シリーズ発行のための借金を返還するために再び軍務に付く。1856年、不適当な振る舞いを理由に予定より早く退役させられる。今日では彼の細かく描写された地図が知られている。